# Pierre-Bernardin Thierry de La Prévalaye
Pour les articles homonymes, voir De La Prévalaye.
Pierre-Bernardin Thierry, marquis de La Prévalaye, de la Roche et de Montbourcher, né le 16 juin 1711 à Rennes et mort dans la même ville le 26 décembre 1786, est un officier de marine et aristocrate français du XVIIIe siècle. Il sert dans la Marine royale et termine sa carrière avec le rang de chef d'escadre des armées navales et Commandeur de l'ordre royal et militaire de Saint-Louis. Il est directeur du port et commandant de la marine à Brest.

## Biographie
Pierre-Bernardin Thierry est issu de la famille Thierry (parfois orthographiée Thiéry), une famille bretonne enrichie grâce au commerce — les Thierry seront notamment les principaux banquiers d'Anne de Bretagne — et anoblie. Elle tire son nom du fief de la Prévalais (également orthographié La Prévalaye), situé à « une lieue au Sud-Ouest de Rennes ». Fils de François-Hyacinthe Thierry, seigneur de La Prevallais et de sa femme, Perrine de La Roche-Macé. Son père, est « capitaine des vaisseaux du Roi » et chevalier de Saint-Louis.
Il entre dans la Marine du Roi à dix-huit ans et intègre une compagnie de gardes de la Marine le 3 mai 1729. Il gravit alors un par un les échelons de la hiérarchie de ce corps. Promu enseigne de vaisseau le 1er juillet 1735. En 1742, il sert au Canada. Il est fait lieutenant de vaisseau le 1er janvier 1746. En 1755, il retourne au Canada au sein de la flotte placée sous les ordres de Dubois de La Motte. Il commande à cette occasion La Brune (en), une frégate de 32 canons et reçoit à son retour une commission de capitaine de vaisseau le 15 mai 1756. Il reçoit le commandement de la station des Antilles.
Nommé commandant de l’Éveillé, il participe à la bataille des Cardinaux, le 20 novembre 1759.
Élevé au rang de chef d'escadre des armées navales en 1776, il est nommé la même année directeur du port et de l'arsenal de Brest. En 1778, il est chargé de superviser l'armement de la flotte envoyée soutenir les Insurgents américains révoltés dans les Treize colonies. Il est fait Commandeur de Saint-Louis en 1779.
Mort la veille dans son hôtel paroisse St-Étienne, il est inhumé le 27 décembre 1786 dans son enfeu en l'église Toussaints de Rennes « en présence de Messeigneurs les commissaires des États et du clergé ».

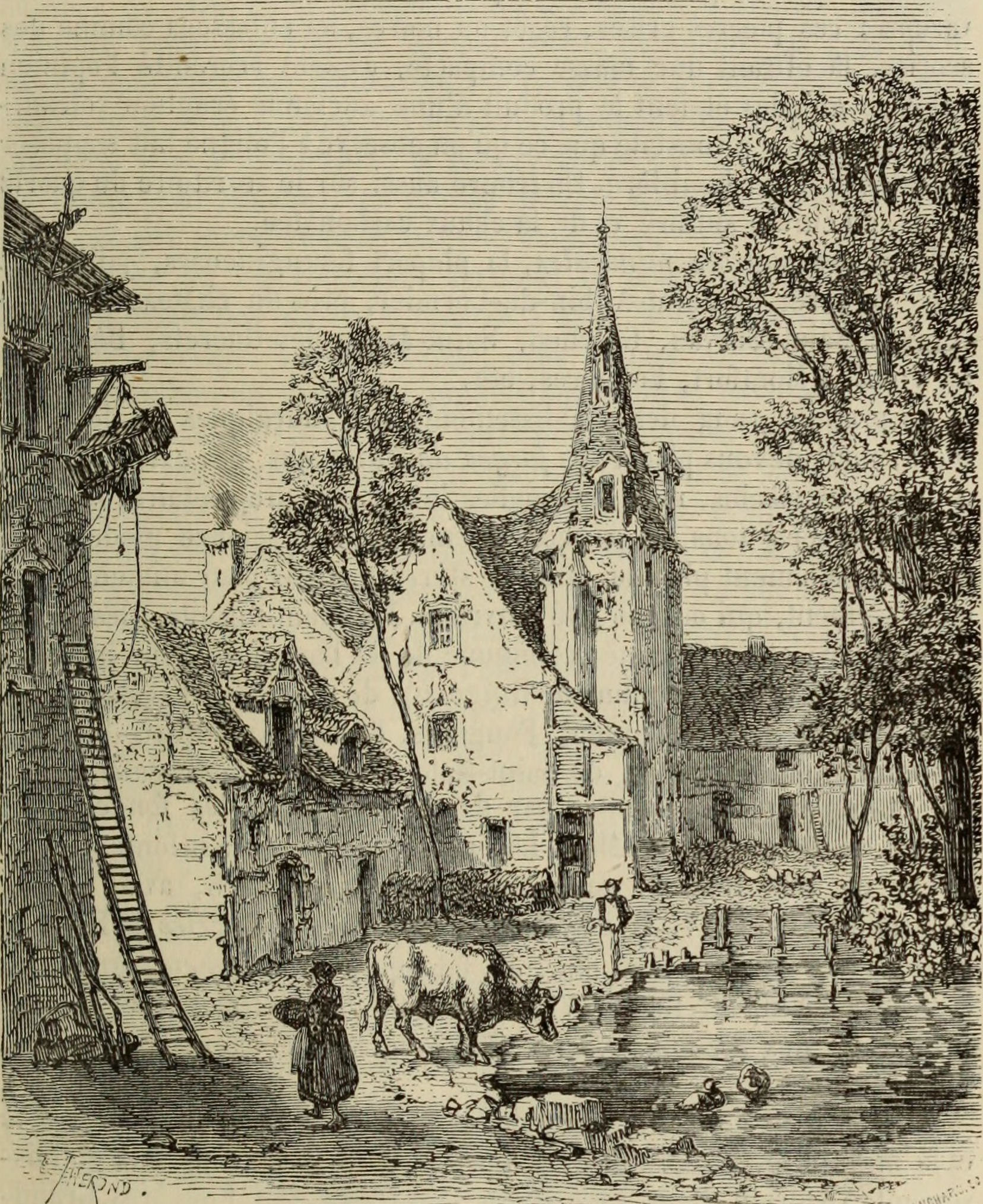
Château de la Prévalaye en 1881 (détruit en 1944, rasé en 1946)
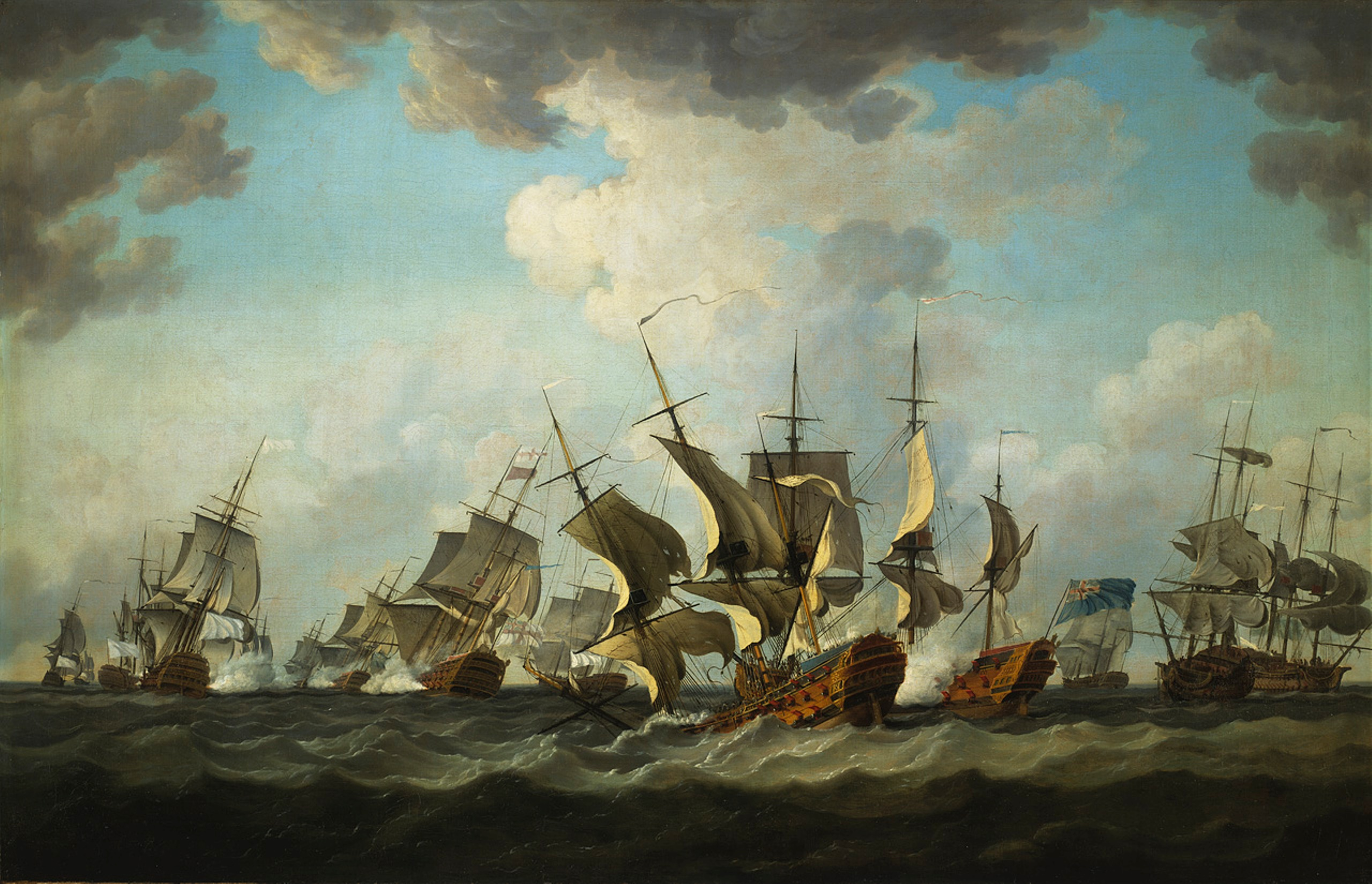
La bataille des Cardinaux, à laquelle participe Pierre-Bernardin Thierry de La Prévalaye en 1759

## Mariage et descendance
En 1742, il épouse Marie Jeanne Geneviève de Robien (née en 1724). De cette union naissent deux garçons et deux filles :
- Pierre-Dimas Thierry, marquis de La Prévalaye (1745-1816). Il participe à la guerre d'indépendance des États-Unis et reçoit le grade de capitaine de vaisseau. En 1783, le gouvernement français le charge d'aller porter en Amérique le traité qui assurait aux États-Unis leur indépendance. Revenu à Paris, il siège au Conseil de la Marine. Il émigre pendant la Révolution et sert dans l'armée de Condé. Il rentre en France à la Restauration et est nommé contre-amiral. Il épouse le 10 floréal an XII sa cousine germaine Marie Louise Adélaïde Jacquette de Robien (1756-1814), veuve du vicomte de Mirabeau[10].
- Hyacinthe-Geneviève Thierry de La Prévalaye (1758-?) ;
- Charles Thierry de La Prévalaye (1749-1824), général chouan, il finit maréchal de camp à la Restauration ;
- Monique-Madeleine Thierry de La Prévalaye (1758-1844). Elle épouse Pélage de Coniac (1732-1818).